# 新日本職業摔角
新日本職業摔角（英語：New Japan Pro-Wrestling，簡稱：NJPW），由安東尼奧·豬木於1972年1月13日成立，總部設於東京中野區，是日本職業摔角的推廣機構，其擁有權輾轉於2012年落入武士道公司手中，朝日電視台及Amuse經理人公司亦持有小量股份。

## 外部連結
- 官方网站 （日語）
- 官方网站 （英語）
- World Pro Wrestling （页面存档备份，存于）（朝日電視台）
- Puroresu.com: New Japan Pro-Wrestling （页面存档备份，存于）
- Wrestling-Titles.com: New Japan Pro-Wrestling （页面存档备份，存于）